# Enicospilus leucocotis
Enicospilus leucocotis là một loài tò vò trong họ Ichneumonidae.